# Alessandro Nini
Alessandro Nini (né le 1er novembre 1805 à Fano - mort le 27 décembre 1880 à Bergame) est un  compositeur italien d'opéras, de musique religieuse, ainsi que de symphonies et de musique de chambre.

## Biographie
Alessandro Nini a été l'élève de Luigi Palmerini au Liceo Musicale de Bologne. En 1830, il devient directeur de l'école de chant de Saint-Pétersbourg. Il revient en Italie en 1837. Il devient maître de chapelle à Sainte-Marie-Majeure (1847-1877) à Bergame et directeur de l'Instituto musicale.

## Opéras
- Ida della torre (11 novembre 1837, Venise)
- La marescialla d'Ancre (23 juillet 1839, Padoue)
- Cristina di Svezia (6 juin 1840, Gênes)
- Margherita d'Yorck (21 mars 1841, Venise)
- Odalisa (19 février 1842, Milan)
- Virginia (21 février 1842, Gênes)
- La marescialla d'Ancre [révisé] (1er mai 1847, Milan)
- Il corsaro (25 septembre 1847 Turin)

## Musique religieuse
- Messe de Requiem - Messa per Rossini, pour la 5e section : Ingemisco